# 代夫莱特·巴赫切利

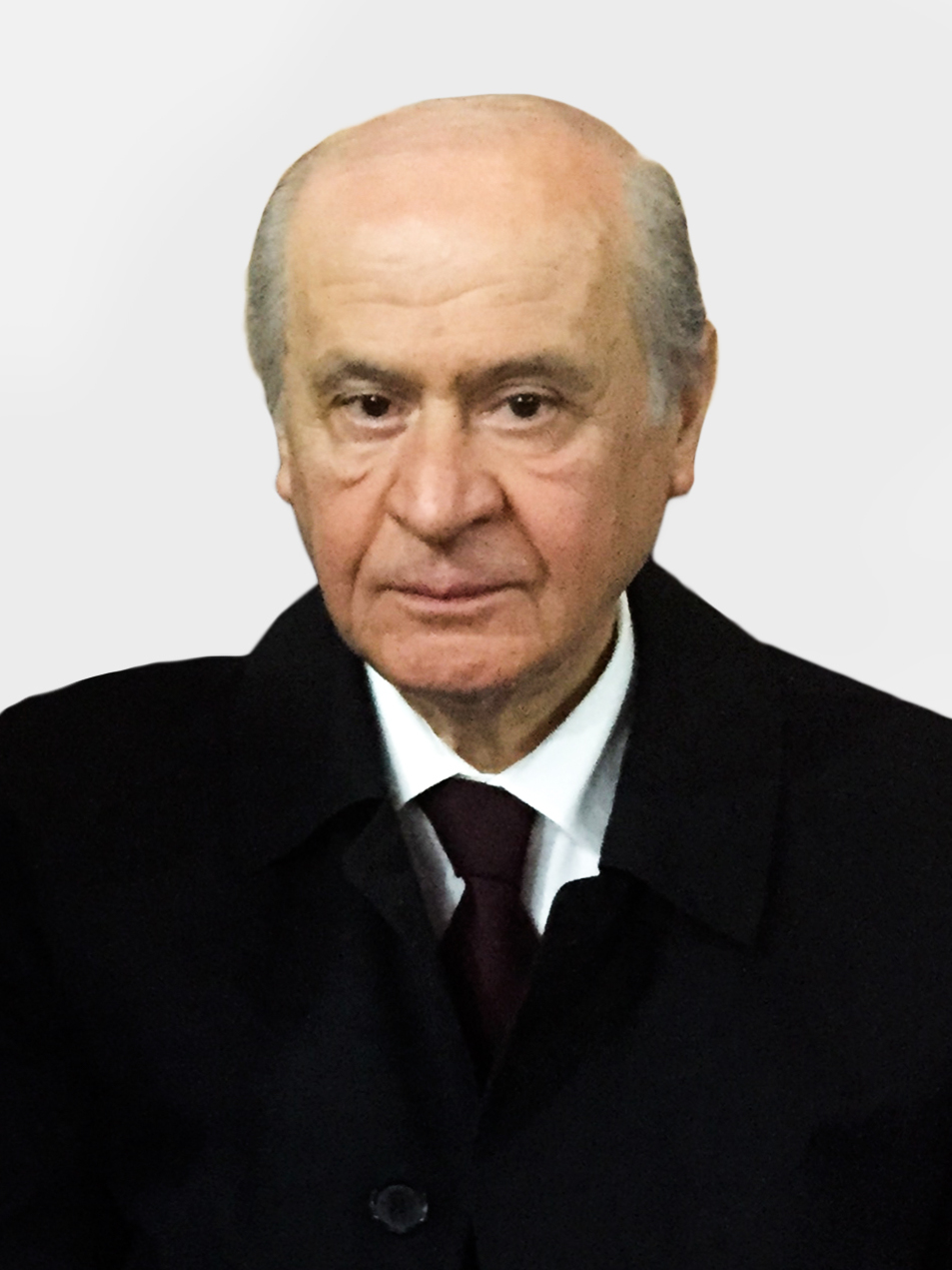

代夫莱特·巴赫切利（Devlet Bahçeli，1948年1月1日—）是土耳其的政治人物、经济学家，前副总理，大西洋主义者，自1997年以来任民族主义行动党领导人，1999年至2002年进入比伦特·埃杰维特内阁，2007年起入选土耳其大国民议会，对土耳其总统埃尔多安持支持态度，对土耳其政局有重要影响。他出生于东南部奥斯曼尼耶省巴赫切的农村。